# Đạo hàm hữu hình
Trong cơ học môi trường liên tục, đạo hàm hữu hình mô tả tốc độ thay đổi theo thời gian của một đại lượng vật lý nào đó (như nhiệt hoặc động lượng) của một yếu tố vật chất có trường vận tốc vĩ mô phụ thuộc không gian và thời gian. Đạo hàm hữu hình có thể được coi như là một sự kết nối giữa mô tả Euler và Lagrangian của biến dạng trong môi trường liên tục.

Ví dụ, trong động lực học chất lưu, lấy trường hợp trường vận tốc nói trên là trường vận tốc dòng chảy, và đại lượng đang được xem xét là nhiệt độ của chất lưu. Trong trường hợp này, đạo hàm hữu hình mô tả sự biến đổi nhiệt độ của một khối nhỏ (parcel) chất lưu nhất định theo thời gian, khi nó đang được dòng chảy chất lưu vận chuyển dọc theo quỹ đạo chuyển động (pathline) của nó.

## Tên gọi khác
Đạo hàm hữu hình có rất nhiều cái tên gọi khác, bao gồm:
- Đạo hàm bình lưu (advective) [4]
- Đạo hàm đối lưu (convective) [5]
- Đạo hàm theo sau chuyển động[1]
- Đạo hàm thủy động lực học[1]
- Đạo hàm Lagrangian[6]
- Đạo hàm phần tử[7]
- Đạo hàm thực[1]
- Đạo hàm trọng yếu[8]
- Đạo hàm Stokes[8]
- Đạo hàm toàn phần[1][9]

## Định nghĩa
Đạo hàm hữu hình được định nghĩa cho trường tensor vĩ mô bất kỳ y, trường tensor này chỉ phụ thuộc vào các tọa độ không gian và thời gian,  y = y(x, t), như sau:
{\displaystyle {\frac {\mathrm {D} y}{\mathrm {D} t}}\equiv {\frac {\partial y}{\partial t}}+\mathbf {u} \cdot \nabla y,}
Trong đó ∇y là đạo hàm hiệp biến của trường tensor y, và  u(x, t) là vận tốc dòng chảy. Nói chung đạo hàm đối lưu u•∇y của trường tensor y, chứa đạo hàm hiệp biến của trường này, và có thể được giải thích như là đạo hàm tensor đường dòng u•(∇y), hoặc là đạo hàm theo hướng đường dòng  (u•∇)  y của trường y, cả hai cách giả thích này đều dẫn đến kết quả tương tự. Số hạng không gian chứa vận tốc dòng chảy này (u•∇y) là số hạng duy nhất mô tả sự vận chuyển của trường tensor do dòng chảy gây ra, còn các số hạng khác chỉ mô tả sự biến đổi nội tại của trường tensor này, và hoàn toàn không phụ thuộc vào sự hiện diện của dòng chảy. Điều dễ gây nhầm lẫn là, đôi khi cái tên "đạo hàm đối lưu" được sử dụng thay thế cho đạo hàm hữu hình đầy đủ D/Dt, thay vì chỉ cho số hạng không gian, u•∇., mặc dù bản thân nó cũng là một danh pháp dư thừa. Thực tế là, đạo hàm hữu hình chỉ bằng với đạo hàm đối lưu khi không có sự hiện diện của dòng chảy. Ảnh hưởng của số hạng không phụ thuộc thời gian (u•∇y) đối với trường vô hướng và trường tensor được định nghĩa tương ứng là sự bình lưu (advection) và sự đối lưu (convection).

### Đối với trường vô hướng và trường vector
Ví dụ, đối với một trường vô hướng vĩ mô φ(x, t) và một trường vector vĩ mô A(x, t) ta có:
{\displaystyle {\frac {\mathrm {D} \varphi }{\mathrm {D} t}}\equiv {\frac {\partial \varphi }{\partial t}}+\mathbf {u} \cdot \nabla \varphi ,}
{\displaystyle {\frac {\mathrm {D} \mathbf {A} }{\mathrm {D} t}}\equiv {\frac {\partial \mathbf {A} }{\partial t}}+\mathbf {u} \cdot \nabla \mathbf {A} ,}
Trong trường hợp trường vô hướng φ thì ∇φ đơn giản chỉ là gradient của một đại lượng vô hướng, trong khi ∇A là đạo hàm hiệp biến của trường vector vĩ mô. Cụ thể đối với một trường vô hướng trong hệ tọa độ Descartes ba chiều (x1,x2,x3), số hạng đối lưu là:
{\displaystyle \mathbf {u} \cdot \nabla \varphi =u_{1}{\frac {\partial \varphi }{\partial x_{1}}}+u_{2}{\frac {\partial \varphi }{\partial x_{2}}}+u_{3}{\frac {\partial \varphi }{\partial x_{3}}}.}